# أندرو بونار لو
أندرو بونار لو (بالإنجليزية: Andrew Bonar Law) سياسي بريطاني (16 سبتمبر 1858-30 أكتوبر 1923). تولى رئاسة الوزارة في بريطانيا من 23 أكتوبر 1922 إلى 22 مايو 1923. توفي بعد تركه الحكم بعدة شهور.
وُلد لو في مستعمرة نيو برونزويك البريطانية، وكان أول رئيس وزراء بريطاني يُولد خارج الجزر البريطانية. ترك المدرسة في سن السادسة عشرة للعمل في صناعة الحديد، وأصبح رجلاً ثريًا في سن الثلاثين. دخل مجلس العموم في الانتخابات العامة لعام 1900، وأصبح وزيرًا صغيرًا وسكرتيرًا برلمانيًا لمجلس التجارة، في عام 1902، وانضم لو إلى مجلس الظل في المعارضة عام 1906 بعد الانتخابات العامة. في عام 1911، عُين مستشارًا خاصًا، وتولى رئاسة الحزب. على الرغم من عدم خدمته في مجلس الوزراء مطلقًا، واحتلاله المركز الثالث بعد والتر لونغ وأوستن تشامبرلين، فقد أصبح لو زعيمًا.
بصفته زعيم حزب المحافظين وزعيم المعارضة، ركز لو انتباهه على إصلاح الرسوم الجمركية والحكم الداخلي الإيرلندي. ساعدت حملته في تحويل المحاولات الليبرالية لتمرير قانون حكم الوطن الثالث إلى صراع لمدة ثلاث سنوات توقف في نهاية المطاف مع بداية الحرب العالمية الأولى، مع الكثير من الجدل حول وضع المقاطعات الست في أولستر التي أصبحت فيما بعد إيرلندا الشمالية، وكانت في الغالب بروتستانتية.
شغل لو منصب مجلس الوزراء لأول مرة (مايو 1915 - ديسمبر 1916). عند سقوط أسكويث من السلطة، رفض تشكيل حكومة، وبدلاً من ذلك عمل وزيراً للخزانة في حكومة التحالف بقيادة ديفيد لويد جورج. استقال بسبب تدهور صحته في أوائل عام 1921. في أكتوبر 1922، بعد أن أصبح تحالف لويد جورج لا يحظى بشعبية لدى المحافظين، كتب رسالة إلى الصحافة قدم فيها دعمًا ضعيفًا فقط لإجراءات الحكومة. بعد أن صوت النواب لإنهاء الائتلاف، أصبح مرة أخرى زعيم الحزب، وهذه المرة رئيس الوزراء. فاز بونار لو بأغلبية واضحة في الانتخابات العامة لعام 1922، وشهدت رئاسته القصيرة للوزراء مفاوضات مع الولايات المتحدة بشأن قروض الحرب البريطانية. استقال لو، المصاب بسرطان الحنجرة، في مايو 1923، وتوفي لاحقًا في ذلك العام.

## النشأة وتعليمه

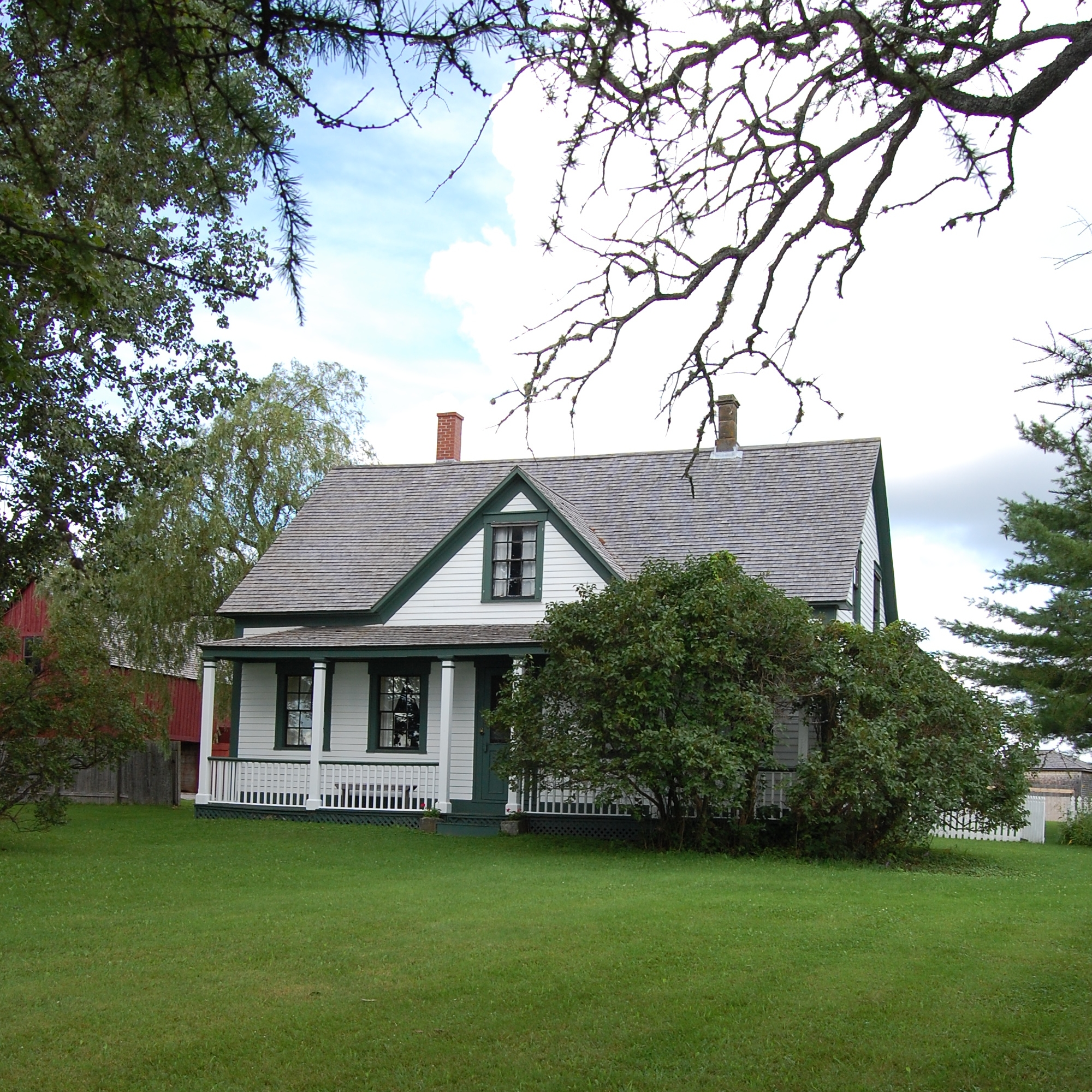
حياة أندرو بونار لو

وُلد في 16 سبتمبر 1858 في كينغستون (ريكستون الآن)، نيو برونزويك، لوالديه إليزا كيدستون لو وجيمس لو، وهو وزير الكنيسة الحرة في اسكتلندا مع أصول اسكتلندية وإيرلندية. في وقت ولادته، كانت نيو برونزويك ما تزال مستعمرة منفصلة، إذ لم يُشكّل الاتحاد الكونفدرالي الكندي حتى عام 1867.
كان جيمس لو وزيرًا للعديد من البلدات المعزولة، وكان عليه أن يسافر بينها على ظهر الحصان والقارب أوسيرًا على الأقدام. لتكملة دخل الأسرة، اشترى مزرعة صغيرة على نهر ريتشيبوكتو، والتي ساعد بونار في رعايتها مع إخوته روبرت وويليام وجون وأخته ماري. أثناء دراسته في مدرسة القرية المحلية، أبلى لو بلاءً حسنًا في دراسته، وهنا اشتُهر لأول مرة بذاكرته الممتازة. بعد وفاة إليزا لو في عام 1861، سافرت أختها جانيت إلى نيو برونزويك من منزلها في اسكتلندا لرعاية أطفال لو. عندما تزوج جيمس لو مرة أخرى في عام 1870، تولت زوجته الجديدة مهام جانيت، وقررت جانيت العودة إلى ديارها في اسكتلندا، واقترحت أن يرافقها لو بونار، لأن عائلة كيدستون كانت أكثر ثراءً، وكان بونار يتمتع بتربية أكثر امتيازًا. وافق كل من جيمس وبونار على ذلك، وغادر بونار مع جانيت، ولم يعد أبدًا إلى كينغستون.
ذهب لو ليعيش في منزل جانيت في هيلينسبيرغ، بالقرب من غلاسكو. كان إخوتها تشارلز وريتشارد وويليام شركاء في بنك العائلة التجاري كيدستون وأولاده، وبما أن واحدًا منهم فقط قد تزوج (ولم ينجب وريثًا)، فقد كان من المقبول عمومًا أن يرث لو الشركة، أو على الأقل أن يلعب دورًا في إدارتها. فور وصوله من كينغستون، بدأ لو في الالتحاق بمدرسة غيلبرتفيلد هاوس، وهي مدرسة إعدادية في هاميلتون. في عام 1873، عندما كان يبلغ من العمر أربعة عشر عامًا، انتقل إلى المدرسة الثانوية في غلاسكو، وهناك أظهر بذاكرته الجيدة موهبة لتعلم اللغات، وتفوق في اليونانية والألمانية والفرنسية. خلال هذه الفترة، بدأ لعب الشطرنج لأول مرة - كان يحمل لوحًا في القطار بين هيلينسبورغ وجلاسكو، متحديًا الركاب الآخرين في المباريات.  أصبح في النهاية لاعبًا هاويًا جيدًا، وتنافس مع سادة الشطرنج المشهورين عالميًا. على الرغم من سجله الأكاديمي الجيد، فقد أصبح واضحًا في جلاسكو أنه كان مناسبًا للعمل أكثر من الجامعة، وعندما كان في السادسة عشرة من عمره، ترك لو المدرسة ليصبح كاتبًا.

## عمله
في شركة كيدستون وأبناؤه، تلقى لو راتبًا رمزيًا، مقابل حصوله على خبرة من العمل هناك تخدمه جيدًا ليصبح رجل أعمال. في عام 1885 قرر الأخوان كيدستون التقاعد، ووافقوا على دمج الشركة مع بنك كلاديسدال.
كان الاندماج سيترك لو بلا وظيفة مع آفاق وظيفية ضعيفة، لكن الأخوين المتقاعدين وجدوا له وظيفة مع ويليام جاك، تاجر حديد بدأ في ممارسة مهنة برلمانية. قام الأخوان كيدستون بإقراضه المال لشراء شراكة في شركة جاك، حتى أصبح لو فعليًا الشريك الإداري لها. من خلال العمل لساعات طويلة (والإصرار على أن موظفيه فعلوا الشيء نفسه)، حوّل لو الشركة إلى واحدة من أكثر شركات تجارة الحديد ربحية في أسواق غلاسكو واسكتلندا.
على الرغم من افتقار لو إلى التعليم الجامعي الرسمي، فقد سعى إلى اختبار ذكائه، وحضور المحاضرات التي ألقيت في جامعة غلاسكو والانضمام إلى جمعية المناظرات البرلمانية في غلاسكو، التي التزمت بأكبر قدر ممكن بتخطيط البرلمان الحقيقي للمملكة المتحدة وهذا ما ساعد لو على صقل مهاراته التي خدمته جيدًا في الساحة السياسية.
بحلول الوقت الذي كان فيه في الثلاثين من عمره، كان لو قد أسس نفسه كرجل أعمال ناجح، وكان لديه الوقت للمزيد من الأنشطة الترفيهية. ظل لاعبًا متعطشا للشطرنج، والذي وصفه أندرو هارلي بأنه: لاعب قوي، يلامس مستوى الهواة من الدرجة الأولى، والذي كان قد حققه من خلال التدريب في نادي غلاسكو في الأيام السابقة. كما عمل لو مع جمعية المناظرات البرلمانية ولعب الغولف والتنس والمشي. في عام 1888، انتقل من منزل كيدستون وأسس منزله الخاص، وهناك عملت أخته ماري (التي جاءت من كندا في وقت سابق) كمدبرة منزل.
في عام 1890 التقى لو بآني بيتكيرن روبلي، ابنة التاجر هارينغتون روبلي البالغة من العمر 24 عامًا، وسرعان ما وقعا في الحب وتزوجا في 24 مارس 1891. ولا يُعرف سوى القليل عن زوجة لو، إذ فُقدت معظم رسائلها. من المعروف أنها كانت محبوبة للغاية في كل من غلاسكو ولندن، وأن وفاتها في عام 1909 أثرت على لو بشدة؛ على الرغم من صغر سنه نسبيًا وحياته المهنية المزدهرة، إلا أنه لم يتزوج مرة أخرى. كان للزوجين ستة أطفال: جيمس كيدستون (1893-1917) وإيزابيل هارينغتون (1895-1969) وتشارلز جون (1897-1917) وهارينغتون (1899-1958) وريتشارد كيدستون (1901-1980) وكاثرين إديث (1905-1992).
الابن الثاني، تشارلي، الذي كان ملازمًا في حرس الحدود الإسكتلندي للملك، قُتل في أبريل 1917. الابن الأكبر، جيمس، قُتل في 21 سبتمبر 1917، جعلت الوفيات لو أكثر حزنًا واكتئابًا من ذي قبل. الابن الأصغر، ريتشارد، شغل فيما بعد منصب نائب محافظ ووزير.  تزوجت إيزابيل من السير فريدريك سايكس.

## روابط خارجية
- أندرو بونار لو على موقع IMDb (الإنجليزية)
- أندرو بونار لو على موقع الموسوعة البريطانية (الإنجليزية)
- أندرو بونار لو على موقع إن إن دي بي (الإنجليزية)